# 林志冠
林志冠（1967年12月16日—，又稱喝一罐），台中一中、國立政治大學公共行政碩士畢業。台中梧棲人。
現為台北市文山區第十四屆萬興里里長
曾任台灣電視氣象主播。1996年進入TVBS，擔任TVBS新聞台與王雅麗共同擔任氣象主播。
開創多種氣象播報風格，最令人印象深刻的，是台語形式的播報，另外，創立各種指數，像是挽葡萄指數、洗車指數、曬衣指數、觀星指數、戲水指數等，也引為話題；而一絕的氣象諺語，更是為人所津津樂道。而在林志冠之前，氣象播報了不起只是晚間新聞中的配角，林志冠把氣象當做節目經營，亦引燃晨間氣象戰火。一時之間，氣象播報時段，成為各家電視台兵家必爭之地。最經典的一句話：聽林志冠講天氣，乎恁生活擱順適。
在播報氣象之前，在TVBS的台語新聞節目中製做個小單元，都引起不小的廻響，像是「台灣股市」以台語說書形式播報當天台股的盤勢（當時對股市解盤還沒有分析師資格的限制），緊湊而饒富趣味；另外「地方大代誌」，以四句聯方式簡單快速講述台灣各地發生的大小事，在台灣電視新聞中算是獨樹一格，也應該是阿伯阿嬤的最愛曾；另外也在蘇逸洪的「晚安台灣」中，以布袋戲的角色和蘇演出雙主播的對話形式，來呈現氣象預報，結果一炮而紅，也開啟他走向幕前的機會。林志冠親切而獨特的播報風格。亦曾為大陸、日本、香港媒體所報導。
除氣象播報之外，也因為對於台灣民俗的了解，常到戶外做活動直播，也兼播報氣象，開台灣戶外播報氣象的先驅。第一年的大甲媽祖全程直播，林志冠就是主持群之一。另外像是基隆放水燈、平溪放天燈、台南的烽炮，都可以看到他的身影。
台語可以說是林志冠的強項，年代MUCH台，後來開設台灣唯一的台語股市節目，當時的董事長邱復生即找來當年的子弟兵林志冠，加上黃靜雪、陳書賢、陳斐娟，共同主持「股市錢潮」台語股市節目。
此外，林志冠在演藝方面亦小有著墨，大學時代，即在前屆有張雨生，後屆有陶晶瑩各獲得獨唱組第一名的政大金旋獎大賽中，獲得創作組第一名及最佳編曲、最佳作詞。另外也參加李國修屏風表演班的徵婚啟事演出，戲中擔任天心的先生一角；也曾在「公視人生劇展」《高校有刀 | knives@school》中客串演出。同時，拍攝過兩支國家競爭力之國家形象廣告。

## 經歷
- TVBS，TVBS-N台語配音員、編輯、氣象主播[6][7][8]
- 三立電視台：新聞主播[9]
- 環球電視台：台語新聞主播
- 年代財經台：台語財經主持人
- 富邦證券
- 康和期貨 期貨分析師[10]

## 著作
| 年份          | 書名                                 | ISBN            |
| 2000年9月5日  | 《把氣象帶回家----林志冠的氣象諺語》 | ISBN 9574691349 |
| 2003年12月3日 | 《氣象報報：林志冠的氣象諺語大搜集》 | ISBN 9867537068 |
| 2001年8月8日  | 《氣象為什麼總是播不準》             | ISBN 9574696014 |
| 2002年2月1日  | 《生活向前看，A錢愈靈光》            | ISBN 9574677354 |